# Saint-Armel

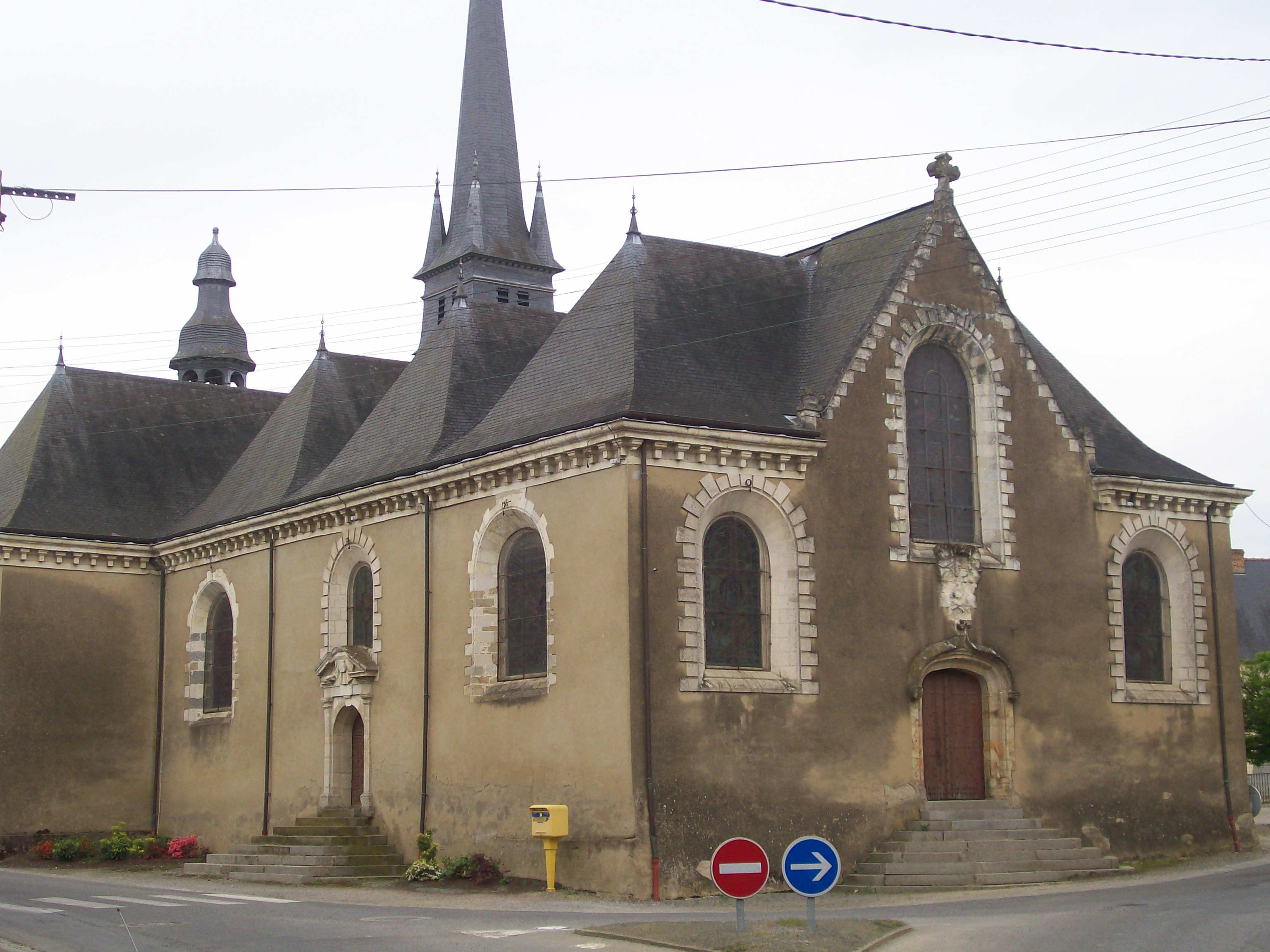
Vista do portal Oeste

Saint-Armel é uma comuna francesa na região administrativa da Bretanha, no departamento Ille-et-Vilaine. Estende-se por uma área de 7,77 km². Em 2010 a comuna tinha 2 131 habitantes (densidade: 274,3 hab./km²).